# Dorothy Thompson
Dorothy Thopmson (Lancaster (Nova York), 9 de juliol de 1893-Lisboa, 30 de gener de 1961) va ser una periodista i feminista nord-americana.
Filla d'un ministre metodista, va estudiar al Lewis Institute de Chicago i a la Universitat de Siracusa, on es va graduar i on va prendre part en el moviment sufragista.
Es va traslladar a Europa, on va promoure el periodisme femení orientat al servei de la dona. Com a periodista, es va fer famosa per haver aconseguit una entrevista amb l'emperadriu Zita d'Àustria després de l'intent fallit de l'emperador Carlos de recuperar el tron el 1925.
El 1925 va ser nomenada corresponsal a Berlín pel New York Evening Post i el Philadelphia Ledger, i a la fi de 1931 va aconseguir entrevistar Adolf Hitler. Però a conseqüència de les seves crítiques al règim nazi va ser expulsada d'Alemanya en l'estiu de 1934, la primera periodista estrangera expulsada del país.
El 1936 va començar a publicar una columna en el New York Herald Tribune, On the Record, que va aconseguir una enorme popularitat, i publicà en altres 170 mitjans de comunicació entre 1941 i 1958. També va realitzar emissions radiofòniques i la seva columna mensual en Ladies' Home Journal es va publicar des de 1937 fins a la seva defunció.
Va casar-se amb l'escriptor Sinclair Lewis a Londres el 1928, i se'n divorcià el 1942. Abans havia estat casada amb el també escriptor Josef Bard (de 1922 a 1927) i posteriorment ho va estar amb l'artista Maxim Kopf, des de 1943 fins a la defunció d'ella.
Va presidir el PEN Club de 1936 a 1940. Feminista i partidària de la incorporació de les dones al periodisme, recolzava les activitats que situaven la dona com a subjecte de l'activitat informativa.